# Петрички говор
Петричкият говор е български диалект представител на централната група югозападни говори, говорен в районите на Петрич и Сандански и сходен с благоевградския говор. Македонската диалектология го систематизира като част от малешевско-пиринския диалект на т. нар. македонски език.

## Характерни особености
- Застъпник на стб. ѫ е гласната a: маш (мъж), сàбота (събота), плèта (плета), мòлат (молят).
- Застъпник на стб. ъ е предимно o и в редки случаи а: дош (дъжд), пèток (петък), даскà (дъска), ваздѝшам (въздишам).
- Подвижното ъ при сричкотворното р се изговаря винаги като ръ: бръс (бърз), връх (връх), дръво (дърво).
- Изпадане на съгласната л при групата ъл/лъ между съгласни: вък (вълк), съ̀нце (слънце). А след п или б – и наличие на преход ъ⇒у: бу̀гарин (българин), йàбука (ябълка), пух (плъх)
- Палатизиция на съгласните в краесловие: кон’ (кон), лàкок’ (лакът)
- Членна форма за мъжки род единствено число -о: градò (градът), денò (денят), кòн’о (конят), крàйо (краят).
- к’е като частица за бъдеще време
- Специфична лексика: пòзно (късно), жèлка (костенурка), джуджугàн (врабче), бѝшка (свиня) и др.
- Не се използва частицата „ли“ при задаване на въпрос. Вместо това се повдига интонацията в края на изречението.